# Холостячка (реаліті-шоу, Україна)
«Холостячка» — українське реаліті-шоу побачень, що з'явилася в жовтні 2020 року на українському телеканалі «СТБ». Шоу є спін-оффом чоловічої версії «Холостяк», який, своєю чергою, є українською адаптацією американського проєкту «The Bachelor».

## Правила та історія
У кожному випуску головна героїня зустрічається з одним або відразу декількома чоловіками. Ці побачення чоловіки проходять в різних місцях — у ресторані, у басейні, на кораблі, на віллі й так далі. Під час зустрічей чоловіки повинні сподобатися Холостячці, щоб зацікавити її та позбутися конкурентів.
Кількість претендентів зменшується з кожним випуском: Холостячка сама вирішує, кого залишити, і з ким вона хотіла б познайомитися ближче. У фіналі залишаються тільки два чоловіки. Після їхнього знайомства з батьками Холостячки, героїня робить свій вибір у шоу — пропонує одному з чоловіків віддає свою руку і серце.

## Холостячки
| Холостячки    | Сезон      | Сезон      |
| Холостячки    | 1 (2020)   | 2 (2021)   |
| ------------- | ---------- | ---------- |
| Ксенія Мішина | Холостячка |            |
| Злата Огнєвіч |            | Холостячка |

## Сезони
| Сезон | Період трансляції                              | Переможець       | Суперфіналіст      | Фіналіст          | Вибули | Ведучий           | Холостячка    | Кількість учасників |
| ----- | ---------------------------------------------- | ---------------- | ------------------ | ----------------- | --- | ----------------- | ------------- | ------------------- |
| 1     | З 23 жовтня 2020 року — по 25 грудня 2020 року | Олександр Еллерт | Олексій Тригубенко | Андрій Рибак      | Євгеній Ковтуненко, Андрій Шатирко, Ігор Бабко, Ілля Рибальченко, Назар Дзівульський, Сергій Кирієнко, Костянтин Скрипачук, Артем Шепель, Володимир Оксамитний, Дмитро Задворський, Дмитро Адамов, Павло Ковчег, Андрій Кушков. | Григорій Решетник | Ксенія Мішина | 16                  |
| 2     | З 17 вересня 2021 року — 24 грудня 2021 року   | Андрій Задворний | Дмитро Шевченко    | Роман Свечкоренко | Назар Малетич, Максим Єжов, Сергій Тарасов, Андрій Миронюк, Юрій Рудий, Сергій Асафатов, Вадим Панов, Роман Єременко, Джейхун Алекберов.                                                                                        | Григорій Решетник | Злата Огнєвіч | 25                  |

## 1 сезон

Обкладинка 1-го сезону з Ксенією Мішиною.

Першою головною героїнею шоу стала легенда телесеріалу Кріпосна — Ксенія Мішина. Їй 31 рік, народилась у Севастополі. Має сина Платона.
| Учасник              | Рідне місто | Вік | Робота                        | Місце |
| -------------------- | ----------- | --- | ----------------------------- | ----- |
| Олександр Еллерт     | Харцизьк    | 34  | Автор жартів, ведучий заходів | 1     |
| Олексій Тригубенко   | Київ        | 32  | Бізнесмен                     | 2     |
| Андрій Рибак         | Житомир     | 29  | Радіоведучий                  | 3     |
| Євгеній Ковтуненко   | Київ        | 36  | Юрист                         | 4     |
| Андрій Шатирко       | Київ        | 28  | Співак                        | 5     |
| Ігор Бабко           | Київ        | 23  | Програміст                    | 6     |
| Ілля Рибальченко     | Київ        | 33  | Бізнесмен                     | 7     |
| Назар Дзівульський   | Тернопіль   | 30  | Дизайнер                      | 8     |
| Сергій Кирієнко      | Харків      | 29  | Блогер                        | 9     |
| Костянтин Скрипачук  | Київ        | 40  | Фотограф                      | 10    |
| Артем Шепель         | Запоріжжя   | 29  | Спортсмен                     | 11    |
| Володимир Оксамитний | Київ        | 29  | Фотограф                      | 12    |
| Дмитро Задворський   | Київ        | 40  | Бізнесмен                     | 13    |
| Дмитро Адамов        | Бангкок     | 28  | Вчитель                       | 14    |
| Павло Ковчег         | Київ        | 32  | Бізнесмен                     | 15    |
| Андрій Кушков        | Полтавська  | 26  | Туроператор                   | 16    |

### Випуски
| №  | Учасники   | Випуск/Тиждень                      | Випуск/Тиждень | Випуск/Тиждень          | Випуск/Тиждень | Випуск/Тиждень | Випуск/Тиждень | Випуск/Тиждень | Випуск/Тиждень | Випуск/Тиждень |
| №  | Учасники   | 1                                   | 2              | 3                       | 4              | 5              | 6              | 7              | 8              | 9              |
| -- | ---------- | ----------------------------------- | -------------- | ----------------------- | -------------- | -------------- | -------------- | -------------- | -------------- | -------------- |
| 1  | Євгеній    | Сергій                              | Євген          | Мілан                   | Мілан          | Мілан          | Мілан          | Мілан          | Мілан          | Мілан          |
| 2  | Сергій     | Андрій Р.                           | Назар          | Олексій                 | Олександр      | Олексій        | Олексій        | Олександр      | Олексій        | Олексій        |
| 3  | Володимир  | Євген                               | Сергій         | Олександр               | Ігор           | Євген          | Андрій Р.      | Андрій Р.      | Андрій Р.      |                |
| 4  | Мілан      | Ігор                                | Ігор           | Ілля                    | Андрій Р.      | Андрій Р.      | Євген          | Євген          |                |                |
| 5  | Андрій Р.  | Констянтин                          | Олексій        | Андрій Р.               | Олексій        | Андрій Ш.      | Андрій Ш. Ігор |                |                |                |
| 6  | Назар      | Андрій Ш.                           | Ілля           | Ігор                    | Андрій Ш.      | Ігор           | Андрій Ш. Ігор |                |                |                |
| 7  | Павло      | Олексій                             | Андрій Ш.      | Євген                   | Ілля Назар     |                |                |                |                |                |
| 8  | Ігор       | Ілля                                | Констянтин     | Назар                   | Ілля Назар     |                |                |                |                |                |
| 9  | Ілля       | Володимир                           | Артем          | Сергій Констянтин Артем |                |                |                |                |                |                |
| 10 | Андрій К.  | Артем                               | Андрій Р.      | Сергій Констянтин Артем |                |                |                |                |                |                |
| 11 | Дмитро З.  | Назар                               | Олександр      | Сергій Констянтин Артем |                |                |                |                |                |                |
| 12 | Олексій    | Мілан                               | Володимир      |                         |                |                |                |                |                |                |
| 13 | Артем      | Дмитро З. Дмитро А. Павло Андрій К. |                |                         |                |                |                |                |                |                |
| 14 | Дмитро А.  | Дмитро З. Дмитро А. Павло Андрій К. |                |                         |                |                |                |                |                |                |
| 15 | Констянтин | Дмитро З. Дмитро А. Павло Андрій К. |                |                         |                |                |                |                |                |                |
| 16 | Андрій Ш.  | Дмитро З. Дмитро А. Павло Андрій К. |                |                         |                |                |                |                |                |                |

### Життя після проєкту
Випуск вийшов 25 грудня на телеканалі СТБ. У випуску було багато різних учасників проєкту та були учасниці шоу «Холостяк». Учасниця 10 сезону шоу «Холостяк» — Дана Оханська виконувала свою пісню. Також учасник цього ж сезону Ілля Рибальченко — виконав також свою пісню «про Ксюшу». Ілля та Дана оголосили про спільну співпрацю в музиці. Отже, головна інтрига цього випуску була — чи Ксюша з Сашею разом? Вони вийшли разом і оголосили, що вони разом і чекають на весілля. Пара й досі разом проживає, виховує двох діток від різних шлюбів. Також було відкрито кастинг на головну героїню 2 сезону шоу «Холостячка» та оголосили нового холостяка 11 сезону «Холостяк».

## 2 сезон
Головною героїнею романтичного реаліті-шоу «Холостячка»-2 стала співачка, композиторка, представниця України на пісенному конкурсі Євробачення-2013, переможниця шоу «Маска» — Злата Огнєвіч. Їй 35 років. Вона українська співачка. Дітей немає. Пропонували стати головною героїнею ведучій Лесі Нікітюк та plus size моделі Мілі Кузнецовій. Але вони відмовились.
| Учасник            | Рідне місто   | Вік | Робота                       | Місце |
| ------------------ | ------------- | --- | ---------------------------- | ----- |
| Ільтьо Мілан       | Мукачево      | 14  | Школяр                       | 1     |
| Дмитро Шевченко    | Львів         | 37  | Бізнесмен                    | 2     |
| Роман Свечкоренко  | Київ          | 30  | Психолог                     | 3     |
| Максим Тарапата    | Шанхай/Київ   | 38  | Бізнесмен                    | 4     |
| Андрій Хветкевич   | Тулум         | 38  | Бізнесмен, фридайвер         | ТВА   |
| Богдан Коломейко   | Київ          | 33  | Бізнесмен                    | ТВА   |
| Васко Младенов     | Софія         | 31  | Тенісист                     | ТВА   |
| Вінченцо Дулепа    | Лондон        | 31  | Бізнесмен                    | ТВА   |
| Владислав Ясько    | Харків        | 25  | Підприємець, блогер          | ТВА   |
| Євген Селютін      | Дніпро        | 29  | Бізнесмен                    | ТВА   |
| Ігор Присяжнюк     | Київ          | 36  | Тренер з плавання            | ТВА   |
| Ілля Закорецький   | Полтава       | 34  | Бізнесмен                    | ТВА   |
| Олег Плахотнюк     | Хмельницький  | 41  | Бізнесмен                    | ТВА   |
| Олександр Борзенко | Кременчук     | 29  | Начальник патрульної поліції | ТВА   |
| Павло Богда        | Київ          | 30  | Каскадер                     | ТВА   |
| Роман Васильєв     | Київ          | 33  | Лікар-стоматолог             | ТВА   |
| Назар Малетич      | Ванкувер/Київ | 30  | Трейдер                      | 17    |
| Максим Єжов        | Київ          | 25  | Танцюрист                    | 18    |
| Сергій Тарасов     | Київ          | 35  | Бізнесмен                    | 19    |
| Андрій Миронюк     | Київ          | 33  | Бізнесмен                    | 20    |
| Юрій Рудий         | Чернівці      | 43  | Кінорежисер                  | 21    |
| Сергій Асафатов    | Київ          | 35  | Музикант                     | 22    |
| Вадим Панов        | Харків        | 40  | Підприємець                  | 23    |
| Роман Єременко     | Київ          | 33  | Фотограф                     | 24    |
| Джейхун Алекберов  | Київ / Баку   | 32  | Власник бутика-костюмів      | 25    |

### Випуски
| №  | Учасники  | Випуск/Тиждень                                                            | Випуск/Тиждень | Випуск/Тиждень | Випуск/Тиждень | Випуск/Тиждень | Випуск/Тиждень | Випуск/Тиждень | Випуск/Тиждень | Випуск/Тиждень | Випуск/Тиждень | Випуск/Тиждень | Випуск/Тиждень |
| №  | Учасники  | 1                                                                         | 2              | 3              | 4              | 5              | 6              | 7              | 8              | 9              | 10             | 11             | 12             |
| -- | --------- | ------------------------------------------------------------------------- | -------------- | -------------- | -------------- | -------------- | -------------- | -------------- | -------------- | -------------- | -------------- | -------------- | -------------- |
| 1  | Богдан    | Роман В.                                                                  | Дмитро         |                |                |                |                |                |                |                |                |                |                |
| 2  | Андрій З. | Олександр                                                                 |                |                |                |                |                |                |                |                |                |                |                |
| 3  | Владислав | Роман С.                                                                  |                |                |                |                |                |                |                |                |                |                |                |
| 4  | Джейхун   | Васко                                                                     |                |                |                |                |                |                |                |                |                |                |                |
| 5  | Роман В.  | Андрій Х.                                                                 |                |                |                |                |                |                |                |                |                |                |                |
| 6  | Сергій Т. | Олег                                                                      |                |                |                |                |                |                |                |                |                |                |                |
| 7  | Сергій А. | Ігор                                                                      |                |                |                |                |                |                |                |                |                |                |                |
| 8  | Вадим     | Павло                                                                     |                |                |                |                |                |                |                |                |                |                |                |
| 9  | Юрій      | Ілля                                                                      |                |                |                |                |                |                |                |                |                |                |                |
| 10 | Максим Т. | Максим Т.                                                                 |                |                |                |                |                |                |                |                |                |                |                |
| 11 | Роман Є.  | Владислав                                                                 |                |                |                |                |                |                |                |                |                |                |                |
| 12 | Васко     | Вінченцо                                                                  |                |                |                |                |                |                |                |                |                |                |                |
| 13 | Андрій Х. | Євген                                                                     |                |                |                |                |                |                |                |                |                |                |                |
| 14 | Вінченцо  | Андрій З.                                                                 |                |                |                |                |                |                |                |                |                |                |                |
| 15 | Максим Є. | Богдан                                                                    | Ігор Євген     |                |                |                |                |                |                |                |                |                |                |
| 16 | Роман С.  | Дмитро                                                                    | Ігор Євген     |                |                |                |                |                |                |                |                |                |                |
| 17 | Павло     | Назар Максим Є. Сергій Т. Андрій М. Юрій Сергій А. Вадим Роман Є. Джейхун |                |                |                |                |                |                |                |                |                |                |                |
| 18 | Ілля      | Назар Максим Є. Сергій Т. Андрій М. Юрій Сергій А. Вадим Роман Є. Джейхун |                |                |                |                |                |                |                |                |                |                |                |
| 19 | Андрій М. | Назар Максим Є. Сергій Т. Андрій М. Юрій Сергій А. Вадим Роман Є. Джейхун |                |                |                |                |                |                |                |                |                |                |                |
| 20 | Євген     | Назар Максим Є. Сергій Т. Андрій М. Юрій Сергій А. Вадим Роман Є. Джейхун |                |                |                |                |                |                |                |                |                |                |                |
| 21 | Назар     | Назар Максим Є. Сергій Т. Андрій М. Юрій Сергій А. Вадим Роман Є. Джейхун |                |                |                |                |                |                |                |                |                |                |                |
| 22 | Ігор      | Назар Максим Є. Сергій Т. Андрій М. Юрій Сергій А. Вадим Роман Є. Джейхун |                |                |                |                |                |                |                |                |                |                |                |
| 23 | Олег      | Назар Максим Є. Сергій Т. Андрій М. Юрій Сергій А. Вадим Роман Є. Джейхун |                |                |                |                |                |                |                |                |                |                |                |
| 24 | Дмитро    | Назар Максим Є. Сергій Т. Андрій М. Юрій Сергій А. Вадим Роман Є. Джейхун |                |                |                |                |                |                |                |                |                |                |                |
| 25 | Олександр | Назар Максим Є. Сергій Т. Андрій М. Юрій Сергій А. Вадим Роман Є. Джейхун |                |                |                |                |                |                |                |                |                |                |                |